# Искусствоведение

Тенирс-младший, Эрцгерцог Леопольд Вильгельм и художник в галерее эрцгерцога в Брюсселе (ок. 1651)

Искусствове́дение, искусствозна́ние — род гуманитарных наук, комплекс дисциплин, изучающих искусство (преимущественно изобразительное, декоративно-прикладное и архитектуру).

## Искусствоведение и искусствознание

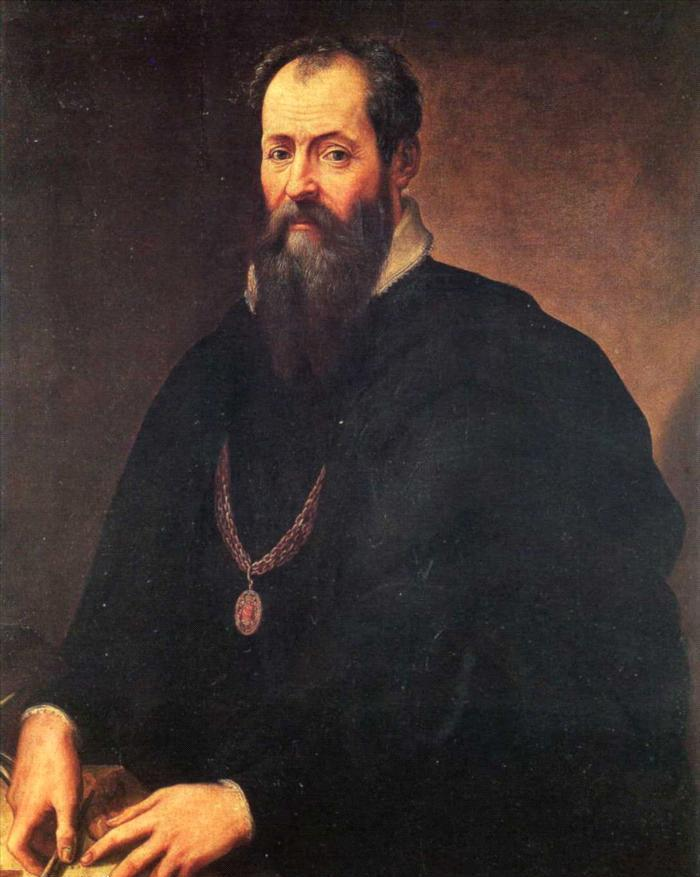
Джорджо Вазари

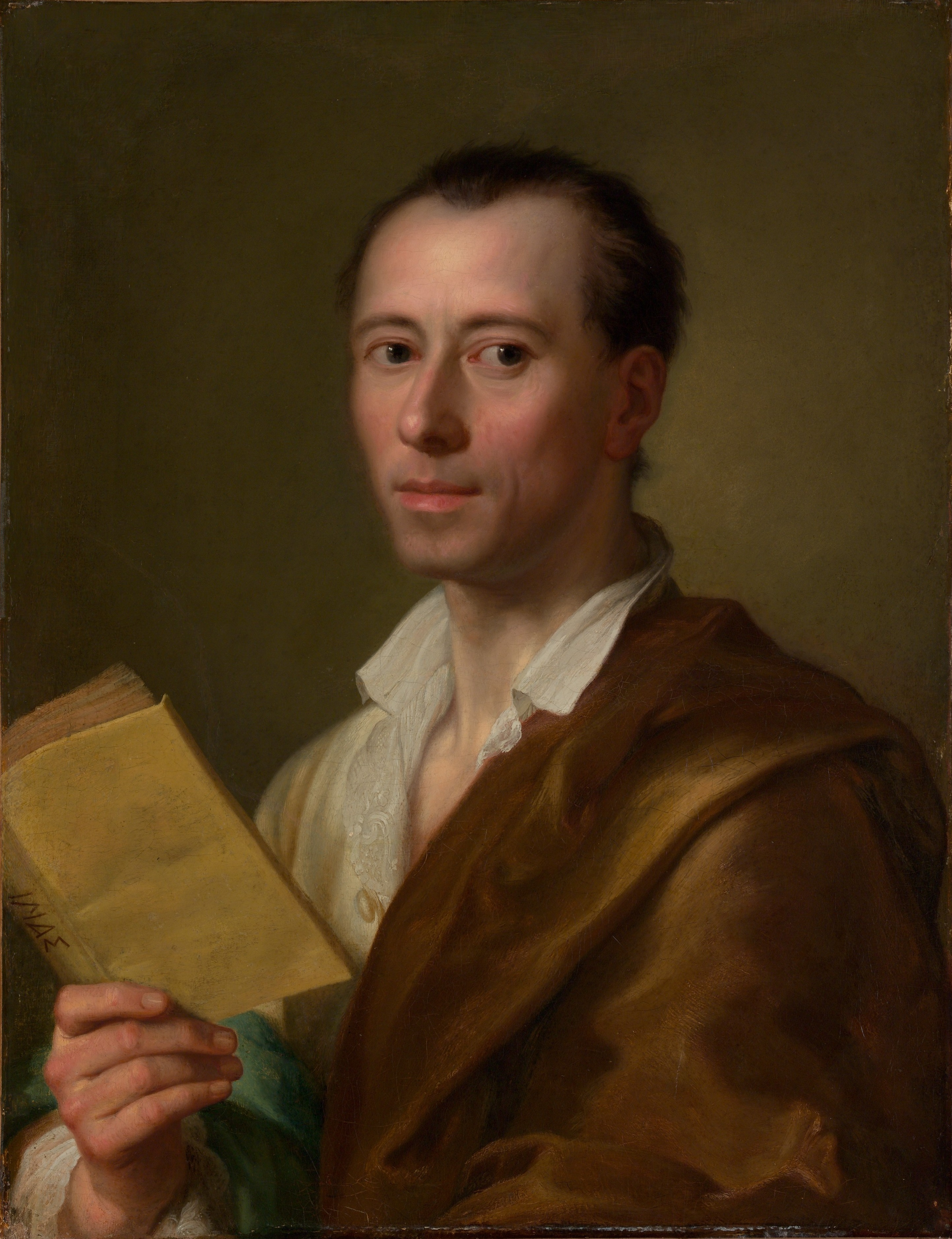
Иоганн Иоахим Винкельман

Многие специалисты склонны разделять понятия искусствоведения и искусствознания. У этих понятий общая этимология (др.-рус. вѣдѣти — знать; греч. gnosis — знание), но разные, исторически сложившиеся оттенки смысла. В словаре В. И. Даля читаем: «Ведать — заведывать, или править, управлять, распоряжаться по праву». Отсюда: ведомство, управление, ведомость, ведение, заведование… «Знать», также по В. И. Далю, — это «ведать, разуметь, уметь, твёрдо помнить». Соответственно «первое понятие ассоциируется с накоплением изучением, учётом и классификацией фактов, второе — с теоретическим осмыслением и моделированием системы знаний».
В западноевропейской традиции также прослеживается подобное разделение. В частности, в трудах Г. Зедльмайра это «первая» и «вторая» науки об искусстве (нем. Kunstgeschichte — история искусства; Kunstwissenschaft — знание искусства). Зедльмайр вводит это разделение «лишь в качестве фикции», подчёркивая, что «в практике исследования между ними нет резкой границы, но они перетекают друг в друга». Первое из этих условно обозначенных направлений науки об искусстве собирает и классифицирует документальные и внешне-описательные сведения о произведениях, устанавливает исторические взаимосвязи, реконструирует объективную форму произведений, фиксирует внешние особенности различных иконографических типов, развивает методы атрибуции и экспертизы, но не углубляется в художественный смысл произведений, — этим занимается «вторая», столь же условно выделяемая Зедльмайром, наука об искусстве. Она исследует «особенности художественных созданий, их внутреннюю связь и строение, она может верно распределить их по естественным группам, может, исходя из свойств, установить генетические связи, может прийти к пониманию процесса, продукты которого она изучает».
Сходную оппозицию выявляет Э. Панофский, сопоставляя две исторически сложившиеся группы искусствоведов: «знатоков» и «историков искусства» и противопоставляя им третью группу, «теоретиков искусства». Знаток, по его мнению, — «это коллекционер, музейный хранитель или эксперт, который сознательно ограничивает свой вклад в науку идентификацией таких признаков произведений искусства, как дата, место происхождения и авторство, а также оценкой их качества и степени сохранности. Различие между знатоком и историком искусства, которое можно уподобить различию между медиком-диагностом и медиком-исследователем, заключается не столько в самом принципе анализа, сколько в его направленности и степени его детализации». Согласно Панофскому, знатока «можно назвать скупым на слова историком, а историка — разговорчивым знатоком. <…> С другой стороны, теория искусства, которую следует отличать от философии искусства или эстетики, находится в таком отношении к истории искусств, как поэтика и риторика — к истории литературы».
Ряд исследователей имеет иной взгляд на базовую структуру науки об искусстве: не отмечая существенных различий между терминами «искусствоведение» и «искусствознание», они рассматривают в качестве её главных направлений художественную критику и историю искусства. Наиболее радикальные сторонники этого противопоставления либо стремились представить всю историю искусства как форму художественно-критической деятельности (А. А. Каменский), либо разграничивали критику и историю по принципу использования критерия «ценности»: якобы имеющего значение только для художественного критика, но не для историка искусства (Б. М. Бернштейн). С этими крайними точками зрения полемизировал В. Н. Прокофьев, выявляя, в свою очередь, и третье направление в структуре науки об искусстве: «искусствоведение, как и любая дисциплина в пределах гуманитарных наук, имеет свою практическую и свою историческую, а кроме них ещё и свою теоретическую стороны <…> Критика, история и теория — это составные части общего искусствоведения, это его сложившиеся или складывающиеся „субдисциплины“». В работе историка искусства он отмечал три фазы: знаточески-фактографическую, реконструктивную и сравнительно-критическую. В этой последней фазе историк «уже не только познаёт, но и судит, то есть его путь именно тут и пересекается с художественной критикой. Однако не той, которая бытовала в изучаемой им эпохе, а той, чьим современником он сам является». Здесь, по его мнению, историку не обойтись без критерия ценности, и в этом Прокофьев сближался с Зедльмайром, утверждавшим: «История стиля, будучи последовательной, не должна допускать ценностных суждений. Настоящая же история искусства не имеет права их исключать. Художественно ничтожные, плохие и неудавшиеся произведения ей надлежит отделять от значительных, совершённых и удавшихся. Она должна отметить и оценить художественные достижения (а не просто описать их как исторические явления)».
С другой стороны, теория искусства, если её выделять в отдельную дисциплину, что, как отмечал С. С. Ванеян, также проблематично, отличается от истории искусства большей умозрительностью, абстрагированием понятий, аналитичностью, стремлением к синтезу, созданию теоретических моделей, гипотез, концепций, поскольку непосредственно граничит с эстетикой и философией искусства. Однако, до настоящего времени «ни рецепция смежных методологий, ни опыт усвоения максимального числа концептуальных контекстов», по убеждению Ванеяна, — не позволили искусствознанию стать вполне самостоятельной наукой об искусстве. «Причина тому не только в специфике гуманитарного знания вообще, не предполагающего чрезмерной специализации отдельных наук внутри себя, так как предмет интереса един и неделим — сам человек… По всей видимости, само искусство, художественное творчество — творцы и их творения — по природе своей не есть что-то самостоятельное и независимое, как хотелось думать эстетизму XIX столетия. Присущий художественной деятельности символизм заставляет рассматривать продукт этой деятельности, то есть произведение искусства, при самом деликатном подходе как „систему отсылок“, как риторически-репрезентирующий дискурс, изобразительность которого выходит далеко за пределы визуального ряда».
К области искусствознания относят морфологию искусства, философию, социологию и психологию искусства (в том числе психологию зрительного восприятия), иконологию, теорию композиции и формообразования в различных видах искусства, музеологию, методику композиции, проектирования и моделирования, теорию гармонии и пропорционирования, антропометрию. Отдельные области составляют художественная критика, эссеистика и публицистика, экскурсионная, лекционная и другая просветительская деятельность, популярная литература об искусстве, кураторство, арт-дилерская, аукционная и иная коммерческая деятельность. Соответственно морфологии искусствознания используется широкий спектр исследовательских методов и приёмов. Важной проблемой остаётся определение границ философии, имплицитной и эксплицитной эстетики (как общей методологии искусствознания) и культурологии. В то же время очевидны тенденции к широким трансморфологическим концепциям и междисциплинарным знаниям. Основателю иконологического метода изучения искусства А. Варбургу принадлежит ключевое высказывание: «Изучение искусства начинается там, где кончаются атрибуции и датировки» («Kunststudium beginnt dort, wo das Endeder Zuschreibung und Datierung»).
К искусствоведению относятся следующие разновидности:
- история искусства как часть всеобщей истории; её предметом является «исторический фон»: выявление и изучение отдельных фактов и событий, обстоятельств создания произведений искусства, абстрагированных от общего духовного смысла художественного творчества и психологии творца;
- источниковедение и историография, библиография, биобиблиография, архивоведение;
- хронология истории искусства;
- топография (историческая география) искусства;
- итерология (литературное описание путешествий и экскурсий);
- археология искусства;
- иконография;
- теория и практика атрибуции произведений искусства, музейная экспертиза;
- техника искусства;
- технико-технологическая экспертиза произведений искусства;
- комплексные исследования, реставрация, реконструкция и реновация памятников;
- коллекционирование, музеефикация и хранение произведений искусства;
- музееведение;
- художественная критика, эссеистика и публицистика, популярная литература;
- лекционная, экскурсионная и другая просветительская деятельность;
- кураторство музеев и выставок, арт-дилерская, арт-менеджерская, аукционная и другая коммерческая деятельность.

В разделе искусствознания окажутся следующие направления изучения искусства:
- философия искусства;
- социология искусства;
- психология искусства, в частности, психология зрительного восприятия;
- иконология;
- общая и специальная морфология искусства;
- общая и специальная теория композиции и формообразования;
- музеология;
- методика композиции, проектирования и моделирования;
- теория и методика преподавания искусства.

Соответственно жанровой структуре искусствоведческой работы используются различные методы, применяемые в смежных науках:
- описательный;
- историко-описательный (диахронный и синхронный);
- сравнительно-исторический;
- структурно-аналитический;
- системно-аналитический;
- формальный (описание и анализ)
- идиографический (описание индивидуальных, частных особенностей факта или явления);
- биографический;
- биобиблиографический (совмещение биографических сведений и библиографии о художнике);
- монографический;
- статистический (метод количественного анализа);
- метод ассоциативного анализа;
- семиотический (рассмотрение знаковой структуры произведения);
- семантической интерпретации (выявления скрытых смыслов);
- индуктивно-дедуктивный (изучение явления «наведением» от частного к общему или «выведением» из общего частного);
- психологических исследований личности;
- технико-технологических исследований;
- практически-экспериментальный;
- согистический (совместных исследований представителями разных наук)[14]

Тем не менее, и у теоретического искусствознания есть свои слабые стороны. «Любая теория призвана быть автономной номотетикой (установлением собственных законов) и одновременно идиографией (описанием объекта как идиомы, в его субъективной данности, каким он предстаёт наблюдателю). Первое с достаточной точностью может сделать только сам художник, но он, как правило, этим не занимается, поскольку в таком случае, угнетая интуитивную сторону творчества, перестаёт быть в полной мере художником; второе делает зритель — критик, теоретик, эссеист, знаток и просто любитель искусства. Иначе говоря, искусство не может в полной мере исследовать самое себя, а определение „теория искусства“ с позиций строгой науки является противоречием в терминах» (орфография сохранена).

## Становление, структура и методологические проблемы науки об искусстве
Первые попытки создать теорию искусства предпринимались ещё в античную эпоху, например, Платоном и Аристотелем. Среди трудов античных авторов имеются практические руководства по искусству, например архитектуре (Витрувий), описание путешествий (итерология) и художественных памятников (Павсаний, Филострат Старший). Обширный трактат по античному искусству (в широком значении этого слова)создал Плиний Старший. Ряд важнейших трудов появился в эпоху Возрождения. Вначале это были биографии художников. Наиболее яркий пример — «Жизнеописания наиболее знаменитых живописцев, ваятелей и зодчих» (1550) Джорджо Вазари.
«Отцом искусствознания» называют И. И. Винкельмана, хотя его труд «История искусства древности» (1764) касается лишь описания отдельных произведений древнеримской скульптуры (искусство Древней Греции в то время оставалось неизученным). Ценный вклад в развитие науки об искусстве внесли западноевропейские просветители XVIII века Дени Дидро, Г. Э. Лессинг и другие. В отличие от историографического и биографического подхода к истории искусства, родоначальником которого является Дж. Вазари, историю искусства как историю стилей и школ, а также эволюцию художественных форм, первым стал рассматривать в конце XVIII века аббат Луиджи Ланци.
В XIX—XX веках искусствоведение получило широкое развитие, в науке об искусстве сложился целый ряд школ и направлений. Фундаментальную роль в образовании искусствоведения сыграл Пётр Гнедич; позже значительные исследования в области искусствоведения были выполнены Якобом Буркхардтом (Швейцария), Вильгельмом Любке, Алоизом Риглем, Генрихом Вёльфлином, Антоном Шпрингером, Карлом Вёрманом (Германия), Эженом Виолле-ле-Дюком, Гастоном Масперо (Франция), Аби Варбургом, Гансом Зедльмайром и многими другими. Во второй половине XIX века в России сложилось историко-критическое направление, представители которого под воздействием революционно-демократической эстетики, считали важнейшим идейное содержание искусства. Другое направление в эстетике, публицистике и критике искусства было связано с русской религиозной философией. Таковы работы Ф. И. Буслаева, С. Н. Булгакова, П. А. Флоренского, Н. П. Кондакова. Становление российской школы атрибуции и реставрации произведений искусства связаны с именем И. Э. Грабаря
В результате интенсивного развития иконографического, иконологического, семиотического, психологического подходов к изучению искусства как художественного феномена в XX веке достаточно ясно определились основные разделы новейшего искусствознания. Онтология искусства изучает предметное бытование произведений, аксиология и феноменология искусства — специфику восприятия произведений, морфология — критерии и особенности подразделения художественной деятельности на роды, виды, разновидности и жанры. Отдельными темами являются возможности применения точных методов, междисциплинарная методология, например, при изучении новейших форм актуального искусства и дизайна, отношения традиционного искусствознания, современной философии искусства и культурологии.
В Новейшее время само существование науки об искусстве подвергается сомнению, поскольку применение точных методов, математических алгоритмов и формальной логики в этой области весьма ограничено. Так, С. С. Ванеян справедливо отмечал, что «История искусствознания в XX веке — это история не совсем удачной попытки рождения новой научной дисциплины… Ничто не позволило искусствознанию стать отдельной и самостоятельной наукой об искусстве… По всей видимости, само искусство, художественное творчество — творцы и их творения — по природе своей не есть что-то самостоятельное и независимое, как хотелось думать эстетизму XIX столетия». Автор делает вывод, что так называемая наука об искусстве представляет собой, скорее, не теорию, а методологию творчества. По мнению А. К. Якимовича «искусствоведение уже в первые десятилетия XX века стало все более настоятельным образом разворачиваться в сторону „культурологии“». В. Г. Власов назвал постренессансное искусство и современное искусствознание диссипативной (открытой, неравновесной) системой. В этой системе по-прежнему важное значение имеют субъективные интерпретации и описательные приёмы. Особенную актуальность приобретают проблемы иконического в искусстве, отношений профессионализма и дилетантизма, художественной критики, эксплицитной и имплицитной эстетики.

## Российский Государственный образовательный стандарт
В России введён Государственный образовательный стандарт Высшего профессионального образования, специальность 020900 — «Искусствоведение», квалификация — «Искусствовед». Специальность утверждена приказом Министерства образования Российской Федерации № 686 от 2 марта 2000 года. Согласно п. 1.3.2 этого стандарта, основные виды профессиональной деятельности специалиста искусствоведа связаны с работой в качестве научного работника, преподавателя, сотрудника музеев, библиотек, архивов, консультанта и эксперта. Срок освоения основной образовательной программы подготовки выпускника при очной форме обучения составляет 260 недель.

## Области искусствоведения и искусствознания

### История искусств
История искусств является разделом искусствоведения, предметом которого является процесс и закономерности развития искусств со времён их зарождения и до наших дней. В основу истории искусства, как раздела всеобщей истории, положены ключевые понятия, выработанные античной культурой и христианской традицией западноевропейской цивилизации. Такой вынужденный европоцентризм обусловлен прежде всего тем, что в восточных культурах существуют иные представления об историческом времени и пространстве. К евронаучным ключевым понятиям относятся: представления о единой направленности исторического времени от Сотворения мира до Страшного суда (принцип историзма человеческого и, в частности, художественного мышления), понятия хронотопа (единства времени-места создания произведения искусства), сочетания точных и интуитивных методов познания, свободы творческого мышления, суждений и оценок и многое другое. В истории искусствознания разработано множество морфологических систем. В античности все искусства подразделялись на мусические (которым покровительствовали Аполлон и музы) и механические, или сервильные (рабские), связанные с презираемым древними греками физическим трудом. В поздней античности сформировалось понятие «Семи свободных искусств», подразделяемых на тривиум (грамматика, диалектика, риторика) и квадривиум (геометрия, арифметика, астрономия, музыка). Только в эпоху Возрождения сформировалось привычное нам понятие изобразительных искусств как «изящных» (включая архитектуру), а также музыки, поэзии, начался долгий процесс самоопределение разновидностей и жанров художественного творчества.
Морфологическая система родов, видов, разновидностей и жанров искусства имеет историческую динамику, различные авторские концепции, сложную и противоречивую структуру. В различных морфологических концепциях искусную деятельность подразделяют по способу восприятия произведений на «слуховые» и «зрительные» искусства (И. И. Иоффе), по онтологическому критерию на пространственные, временны́е и пространственно-временны́е (М. С. Каган), по функциональной структуре на «изобразительные» (живопись, графика, скульптура) и «неизобразительные» или бифункциональные (архитектура, прикладное искусство и дизайн; С. Х. Раппопорт), на «лингвистические» и «нелингвистические» (М. Ризер) по способам формообразования, техническим приёмам и материалам, особенностям восприятия (феноменологический подход). Наиболее архаичный «предметный подход», отвергаемый ныне большинством специалистов, подразделяет искусства на изобразительные и неизобразительные, или абстрактные. Предметом отображения изобразительного искусства якобы является исключительно внешняя действительность, неизобразительные виды искусства воплощают внутренний мир человека (А. П. Мардер). Различным видам и смешанным разновидностям искусства присуща жанровая дифференциация.

### Музыковедение
Музыковедение или музыкознание изучает музыку как особую форму художественного освоения мира в её конкретной социально-исторической обусловленности, отношении к другим видам художественной деятельности и духовной культуре общества в целом, а также с точки зрения её специфических особенностей и внутренних закономерностей, которыми определяется своеобразный характер отражения в ней действительности. В структуру музыковедения входит ряд взаимосвязанных дисциплин исторического (всеобщая история музыки, музыкальная история отдельных национальных культур или их групп, история видов и жанров и т. д.) и теоретического (гармония, полифония, ритмика, метрика, мелодика, инструментовка) направлений, музыкальная фольклористика, музыкальная социология, музыкальная эстетика, а также смежные науки музыкальная акустика, инструментоведение, нотография и др.).

### Художественная критика
Художественная критика в отличие от теории и методологии искусства заключается в анализе, интерпретации и оценке произведений изобразительного искусства в актуальном контексте. Искусствоведы обычно критикуют искусство в контексте эстетики или теории красоты. Разнообразие художественных движений и направлений привело к разделению художественной критики на различные течения и жанры, которые применяют различные критерии для своих суждений. Наиболее распространённое разделение в области критики — историческая критика, актуальная интерпретация и оценка произведений классического искусства (своего рода форма истории искусства), критика современного искусства, произведений живущих художников, критические суждения самих художников (имплицитная эстетика), эссеистика (литература об искусстве), дидактический полилог (искусствоведческая дискуссия), биобиблиография, историографические и библиографические обзоры, рецензии искусствоведческих трудов и многое другое.